# 何鲤 (1970年)
何鲤（1970年10月15日—），美国达维律师事务所合伙人，曾经是少年诗人，发表过多篇诗歌和散文。

## 生平
何鲤出生于北京。1984年至1990年间就读于北京大学附属中学，1989年出任全国中学生文学社联合会第一任主席。中学阶段开始创作，其诗歌、散文等作品多次在《诗刊》、《儿童文学》、中央人民广播电台获奖，并发表于《人民文学》、《中国青年报》等报刊上，部分作品被收录于《中国小诗人诗选》，1990年出版诗集《生命的逗点》（ISBN 7-5301-0220-6，北京少年儿童出版社），柯岩为此书作序。
1990年保送进入北京大学，1997年进入美国加州大学伯克利分校学习，1999年取得硕士学位，2000年进入耶鲁法学院攻读JD学位，2003年毕业后在美国达维律师事务所工作。

## 家庭
父亲何九盈，北京大学教授。